# Alex Lloyd
Alex Lloyd, född den 28 december 1984 i Manchester i England, är en brittisk racerförare.

## Racingkarriär
Efter att ha slutat tvåa bakom Lewis Hamilton i brittiska formel Renault 2003 vann Lloyd Indy Pro Series år 2007 och fick inför 2008 ett kontrakt med Ganassi i Indy Racing League. 2008 var det tänkt att han skulle köra köra i ett mindre privatstall i väntan på chansen i huvudstallet, men han fick bara köra Indianapolis 500, där han kraschade. Under 2009 gjorde han en bra insats i Indy 500, och efter att ha lämnat Ganassi kvalade han in som femma inför säsongsfinalen på Homestead. I tävlingen slutade han sedermera åtta.